# 僧帽水母屬
僧帽水母屬（學名：Physalia）是一屬管水母，是僧帽水母科下的唯一屬。它們是由專門化的水螅體及水母體所組成的群落，分佈在印度洋、太平洋及大西洋的海面。它們有一個充氣的鰾來維持浮力，並擁有很長及有毒的觸鬚來捕捉獵物。鰾上有像帆的構造，幫助它們隨風而盪，但有時也會擱淺在沙灘上。它們觸鬚上的刺細胞在潮濕環境下可以維持達數星期或數個月。
僧帽水母屬的物種可以從鰾的大小及觸鬚的多寡來分辨。藍瓶僧帽水母的分佈不及僧帽水母的廣泛，體型也略遜。藍瓶僧帽水母未曾造成任何死亡事故，但僧帽水母就曾導致死亡。
僧帽水母屬最初是由讓-巴普蒂斯特·拉馬克於1801年得到描述。